# Leon Suzin
Leon Marek Suzin (18. června 1901 Varšava – 21. prosince 1976 Varšava) byl polský architekt.

## Život
Absolvoval studia ve Varšavě. Spolu s Jadwigou Dobrzyńskou a jejím manželem Zygmuntem Łobodou předložil návrh na vybudování olympijského stadionu pro zvažované varšavské letní olympijské hry roku 1928. Sportovní stánek plánovali zbudovat v místě někdejší městské pevnosti Szczęśliwice a byl určen pro 13 tisíc sedících diváků a 27 tisíc stojících. V jeho blízkosti se měla nacházet rovněž železniční stanice. Jejich návrh obsadil v soutěži třetí místo a realizován nebyl.
V roce 1928 se účastnil uměleckých soutěží na letních olympijských hrách, které se tehdy nakonec konaly v Amsterdamu. Žádnou medaili v klání ale nezískal.
Od roku 1931 Suzin přednášel na Varšavské technické univerzitě, ale během druhé světové války byl v Německu vězněn. Po válce dostal za úkol navrhnout pomník hrdinům varšavského ghetta. První byl odhalen roku 1946 a druhý následně v roce 1948, na němž spolupracoval s židovským umělcem Natanem Rapaportem. Suzin se angažoval v poválečné obnově Varšavy a po válce opětovně přednášel na místní technické univerzitě. Roku 1953 ji však musel z politických důvodů opustit, ale o tři roky později byl rehabilitován a k přednáškové činnosti se opětovně vrátil. Suzin je rovněž autorem průkopnické knihy o perspektivách architektů.